# Теннант, Нил
Нил Фрэ́нсис Те́ннант (англ. Neil Francis Tennant; род. 10 июля 1954) — британский певец и музыкант, солист дуэта Pet Shop Boys.

## Биография
Теннант родился в Шилдсе, пригороде Ньюкасла. C детства увлекался историей и искусством. Окончил католическую школу в Ньюкасле. В 16 лет основал фолк-группу Dust. Высшее образование (историческое) получал в Лондоне. Во второй половине 1970-х работал редактором английского издания журнала комиксов «Marvel Comics». В начале 1980-х гг. перешёл в музыкальный журнал «Smash Hits», для которого писал статьи до 1985 года. Тогда же вместе с Крисом Лоу им был основан коллектив Pet Shop Boys, в рамках которого музыкант до сих пор продолжает свою карьеру.

### Личная жизнь
В интервью программе «Акулы пера» в 1998 году Теннант рассказал, что первоначально являлся бисексуалом, впоследствии отдавшим предпочтение мужчинам. В 1994 году он совершил каминг-аут в интервью гей-журналу Attitude.
Прочие аспекты своей личной жизни предпочитает не выставлять напоказ.
Фамилию Нила Теннанта нашёл в музыкальном журнале и взял себе в качестве псевдонима британский актёр Дэвид Джон Макдональд, получивший широкую известность после роли Десятого Доктора в научно-фантастическом телесериале BBC «Доктор Кто».